# Бон (религия)

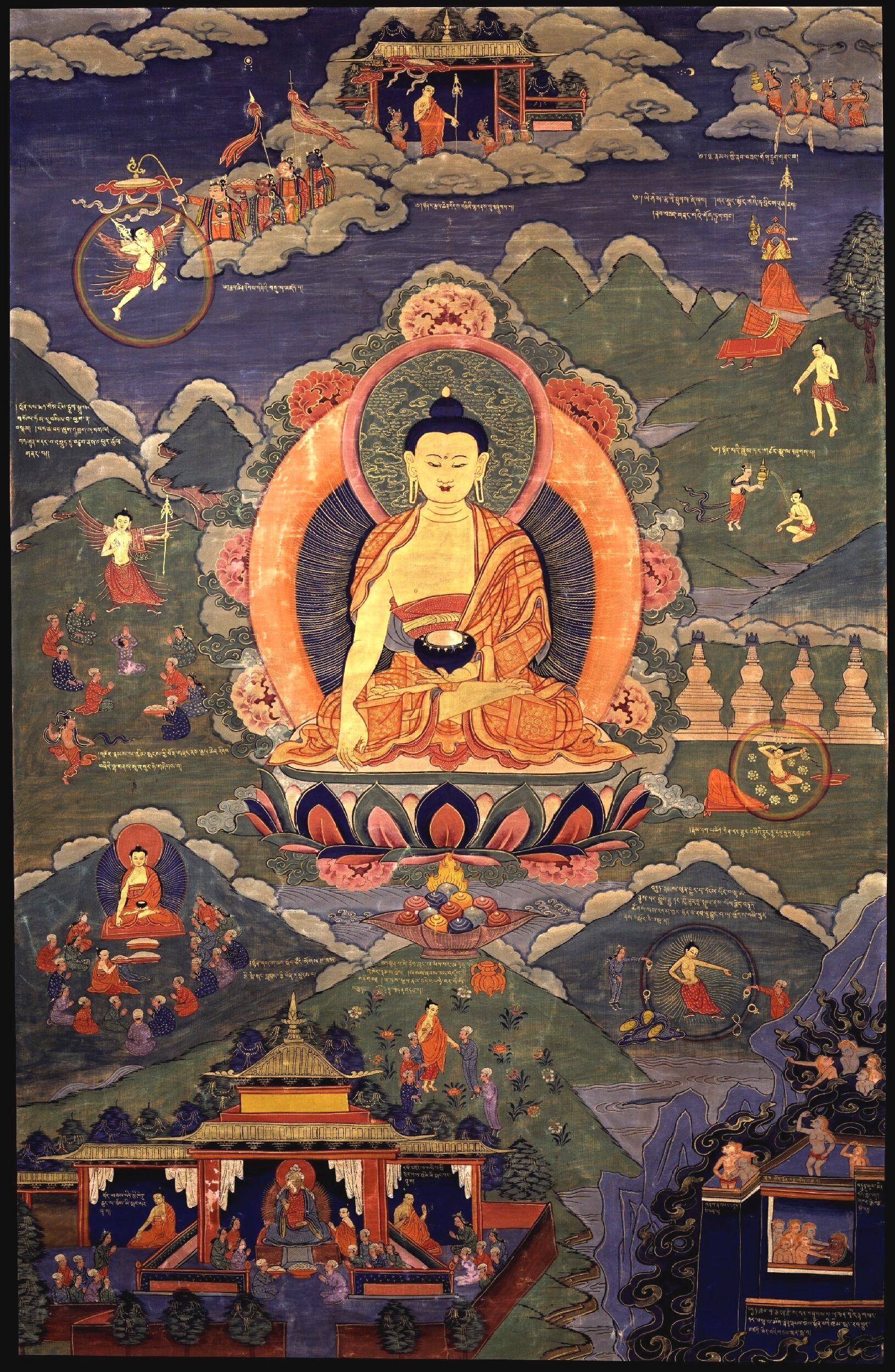
Основатель бон Шенраб Миво и сцены из его жизни. Тибетская танка XIX века. Музей искусства Рубина, Нью Йорк

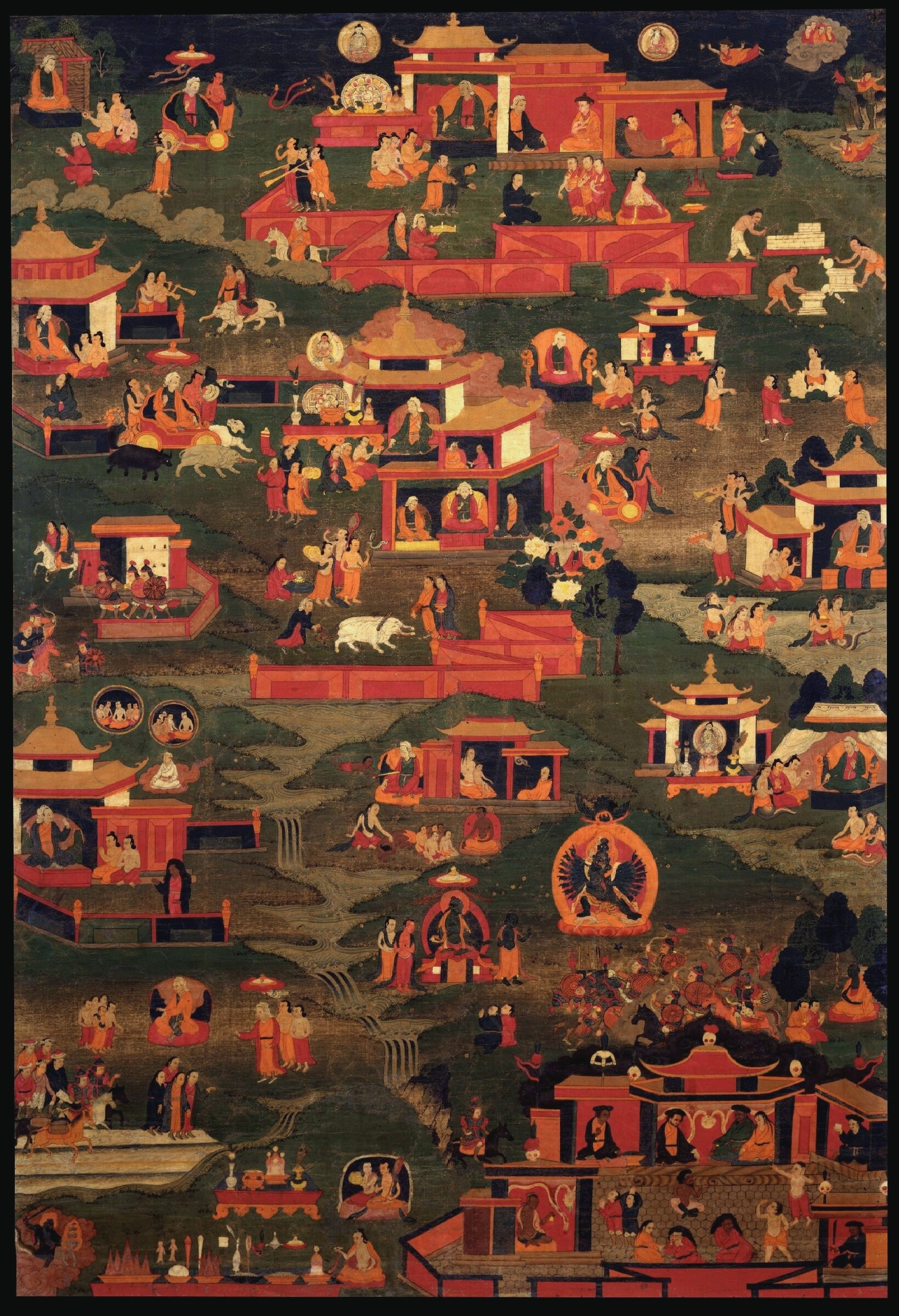
Сцены из жизни Шенраба Миво. Тибетская танка XIX века, одна из серии, состоящей из пяти картин. Музей искусства Рубина, Нью Йорк

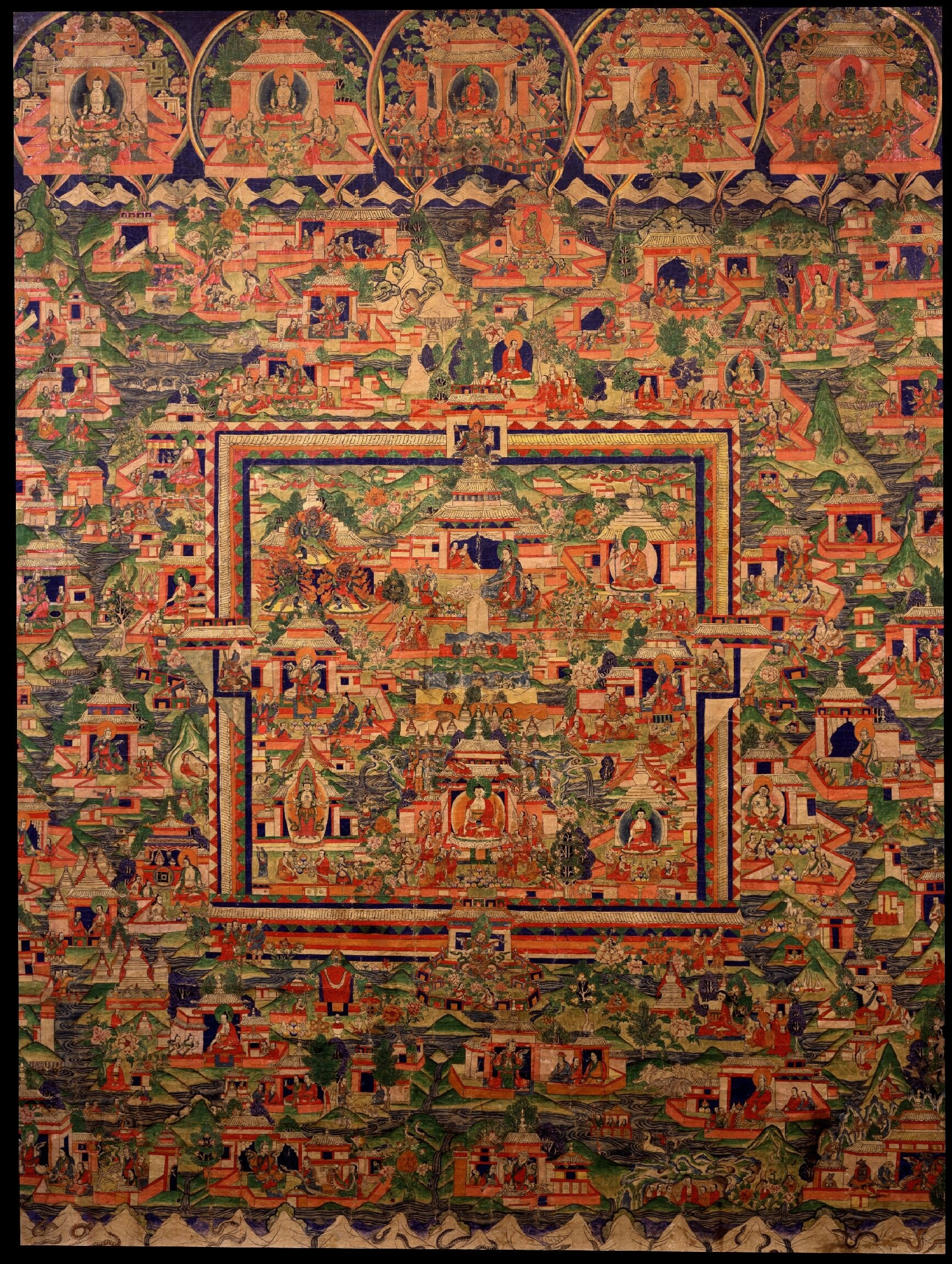
Тибетская танка с изображением Олмо Лунгринг, родины Шенраба Миво. XIX век, Музей искусства Рубина, Нью Йорк

Бон (тиб. བོན་, Вайли bon, произношение (лхасский диалект): [pʰø̃̀(n)], кит. 苯教/本[波]教/钵教) — национальная религия тибетцев, которые отличают её от тибетского буддизма, хотя и используют многие общие с ним термины и учения. 
Существуют четыре тибетские религии «Бон» («Доме-бон», «Юнгдрунг-бон», «Сарма-бон», «Смешанный-бон»), все они возникли в разное время.
Юнгдрунг Бон был создан в X-XI столетиях нашей эры. 
Хотя в бонских текстах содержатся мифы о существовании данной религии до проникновения буддизма в Тибет, а приверженцы современной религии Бон утверждают, что их религия тождественна добуддистской тибетской религии, западные учёные считают это не соответствующим действительности. Тибетские буддисты рассматривают Бон как отдельную религию, однако некоторые западные учёные полагают, что Бон наиболее точно можно охарактеризовать как неортодоксальную форму буддизма. В настоящее время последователи бон в небольшом количестве проживают на территории бывшей тибетской провинции Кам, а также в Сиккиме и Бутане

## Слово «бон»
Тибетский термин «бон» можно перевести как «ритуал», точнее «ритуальное речевое действие». Под этим словом подразумеваются литургические песнопения, декламация религиозных текстов, «призывания божеств» и т. п. В современном тибетском языке бон, bon — глагол, употребляющийся в качестве синонима bzla — «начитывать», «распевать».
Дж. Туччи указывает на возможную связь слова bon с древним названием Тибета — bod, bod yul.
В отношении названия религии бон возможно уточнение — бонпо (один из вариантов перевода — «обращённый бон»). Поскольку в тибетской и, отчасти, в западной и российской науке (тибетология, религиоведение) существует разделение «духовных традиций» Тибета на архаические народные [прото]религиозные представления / практики — ми-чой (тиб. mi chos, «религия людей»), и сложные религиозные системы — лха-чой (тиб. lha chos, «религия богов»), с целью подчеркнуть, что бон относится ко второй группе (что это религия, в точном значении термина), к слову был добавлен суффикс «по» (po), в определённой интерпретации указывающий на наличие организации, института. Однако, понятие «бонпо» чаще используется в качестве названия бонских служителей культа, жрецов.
Относительно сути религии бон и места, которое она занимает в системе тибетских учений, существуют самые разные мнения. Одни считают бон смесью шаманских и анимистических верований, другие смесью индуизма и философии буддийской школы Ньингма — старейшего буддийского ордена в Тибете. В некоторых публикациях бон называют «Бонским буддизмом» и даже «пятой школой тибетского буддизма». В реальности бон — это исконная тибетская религия, повлиявшая на формирование пришедшего в VII веке в Тибет буддизма, который в свою очередь позднее повлиял на эволюцию бон. Несмотря на их разногласия — это, по сути, «система сообщающихся сосудов», приносящая взаимное духовное обогащение.

## История религии бон
Научное изучение происхождения религии бон и его самой ранней истории связано со значительными трудностями ввиду отсутствия источников, знания вымершего шангшунгского и нерасшифрованного древнешангшунгского языка, на котором могут быть написаны некоторые Дуньхуанские рукописи.
Как отмечает тибетолог Д. И. Бураев, единственный бонский текст, который в той или иной степени можно считать источником — это изданная в 1915 году С. Ч. Дасом бонская хроника «Rgyal rabs bon gyi a’byung gnas», составленная в конце XIV — начале XV веков и посвящённая изложению генеалогий монарших родов Тибета и Монголии, а также собственно истории бон. В начале XX века небольшая часть её была переведена на немецкий язык Б. Лауфером.
Согласно предположению Бронислава Кузнецова, бон происходит из восточного маздаизма. В качестве доказательств приводятся названия индоиранских богов: Митры, Ахура Мазды и Анахита. С маздаизмом связывается имя верховного божества бона — Мудрого Бумкхри, сопоставляемого с Ахурой Маздой.
Теории происхождения религии бон от митраизма и шаманизма отвергнуты современным востоковедением.
Кроме иранского влияния на создателей юндрунг бон, было также индийское влияние. Шиваизм преобладал в районах, граничащих с Западным Тибетом, на Кашмире, Гилгите, Свате.
Таким образом, юндрунг бон является синкретической религией, которая впитала элементы пришлых иранских религий, внешнего шиваизма, а также пришлого буддизма и сохранила остатки древнего тибетского язычества мичой.

### Ранний бон
Многие исследователи усматривают в ранней форме бон элементы верований, распространённых на территории древнего Ирана. По всей вероятности, ранний бон был синтетической религией, соединившей разные местные анимистические верования, местные шаманские и иноземные религиозные практики в некий ритуально-философский сплав. Ритуалы древней версии бон носили шаманский характер и включали различные жертвоприношения, в том числе и человеческие. Реконструировать ранний бон, существовавший в Олмо Лунгринг, Шангшунге и в период Тибетской империи (600—842), достаточно сложно в силу ограниченности источников.
Тибетские источники сообщают, что при восьми первых правителях династии Ярлунг (II—V вв.) существовали «бонпо-могильщики», осуществлявшие обряды погребения убитых мечом или кинжалом и пришедшие из Кашмира, Гилгита и Шангшунга.
По всей вероятности, бон не был в полном смысле централизованной религией, но изначально имел разные школы и подшколы, поскольку был связан с верованиями разных тибетских кланов, каждый из которых имел своих местных духов и божеств. Шаманским практикам бон обучали в специальных заведениях; напр. царь Сонгцен Гампо (ок. 605 — ок. 650) пригласил учёного-шамана Лхадема, и открыл специальную школу, в которой тот обучал искусству изгнания демонов. Вероятно также, что к моменту появления Шенраба Миво как исторической личности ранний бон уже прошёл несколько стадий своего развития.
Основателем религии бон считают Шенраба Миво («шен» — означает и «священник» и название клана; «раб» — лучший; то есть можно перевести как «лучший из священников-шен»). Это полулегендарная фигура, существовавшая в древние времена, и у учёных нет никакой возможности установить время его жизни. Тибетцы утверждают, что он жил 15 000 — 16 000 лет назад, так давно, что исчислять время нет никакого смысла. Во внешних исторических источниках, за исключением, собственно, самих бонских сочинений, имя Тонпа Шенраба Миво фигурирует несколько раз только в дуньхуанских документах, относящихся к IX веку. Всё, что можно заключить из имеющихся данных, это то, что Тонпа Шенраб Миво жил до IX века н. э. и, вероятно, ввёл в бон некоторые новые понятия и символы, которые далее легли в основу реформированного бон — Бон Юндрунг.
Его биография существует в нескольких версиях. Самая древняя и самая короткая — «Доду», составляет всего одну книгу, и вероятно была создана в XI веке. Более известна версия его биографии под названием «Зермиг» (обычно переводится как «Лучи света»). Она была создана немного позднее, состоит из двух книг (восемнадцать глав) и разбавлена ритуальными текстами, которые по-прежнему используются бонскими адептами. Самая обширная биография Шенраба была создана в XIV веке — это «Зиджи». Книга состоит из двенадцати тибетских томов (что в переводе на европейские языки составило бы примерно 5 000 страниц, и, вероятно, поэтому до сих пор не переведена). По одной из легенд Шенраб Миво прибыл в Олмо Лунгринг из царства Тазиг, которое ныне уверенно ассоциируют с местом проживания таджиков (восточным Ираном), где он был царём, но отказался от привычной роскоши ради проповеди новой веры, в связи с чем покинул родные края. Согласно старинной тибетской географии, страна Олмо Лунгринг находилась в Шангшунге (зап. Тибет). Это было место первоначального распространения религии бон.
Согласно ещё одной бонской легенде, Шенраб Миво из Олмо Лунгринг приехал в Тибет в связи с тем, что у него украли семь коней некие воры из Конгпо (Центральный Тибет). Прибыв в эти места, он стал проповедовать учение и даже обратил в бон местного царя по имени Карпо (царь Карпо — историческая личность, его имя было обнаружено в надписи на скале в Конгпо). Далее царь Карпо предложил Шенрабу свою дочь, принцессу Тринчам, в жёны. От этого брака родился сын Юнгдрунг Вангден, который рассматривается бонской традицией как основатель родословной линии Шенцанг, то есть семейства (клана) Шен в Тибете. В точности так же как в тибетском буддизме, в религии бон была важна непрерывность линии передачи сокровенного знания от одних представителей учения к другим — их наследникам, поэтому учение бон развивалось по нескольким линиям (кланам), подобно тому, как тибетский буддизм развивался по нескольким школам, в каждой из которых была своя «родословная».
Слово «шен» в Тибете ранее означало «священник», но в более поздней истории стало обозначать название клана. Согласно документам, относящимся к периоду Тибетской империи (600—842 гг.) «шен» являлись специалистами по ритуалам, в обязанности которых входил надзор за священством раннетибетских царей во время их жизни, и исполнение погребальных обрядов после их смерти. Одной из самых важных обязанностей «шен» был надзор за строительством царской гробницы, которая часто строилась ещё при жизни царя (несколько таких гробниц дошли до наших дней). То есть, традиция бонского духовного патронажа над тибетскими царями продолжалась какое-то время и после принятия буддизма.
До середины IX века бон был доминирующей в Тибете религией. После того, как царь Трисонг Дэцен (742—797) принял буддизм, который при нём распространился почти исключительно среди придворной аристократии, он последовательно сокращал влияние бон. Согласно бонским историческим источникам, он убил 18-го (и последнего) царя по имени Лигмича (701—796) из династии, правившей в Шангшунге — метрополии бон. Ставку на буддизм сделали и наследники Трисонг Дэцена — цари Мунэ-ценпо (797—798), Тидэ Сонцэн (798—815) и Ралпачен (815—841). Насаждение буддизма продолжалось до тех пор, пока в 841 году царь Ралпачен не был убит бонскими заговорщиками. Несмотря на последовавшие погромы буддистов, укрепления религии бон не последовало. Пришедший к власти царь Ландарма, покровительствовавший бон, правил недолго — в 842 году он был убит буддийским монахом. После этого в Тибетской империи началась борьба за власть между наследниками престола, в результате которой империя перестала существовать. Наступил долгий период безвластия, политической анархии и междоусобных войн, который в тибетских источниках освещён крайне скудно.

### Бон Юнгдрунг

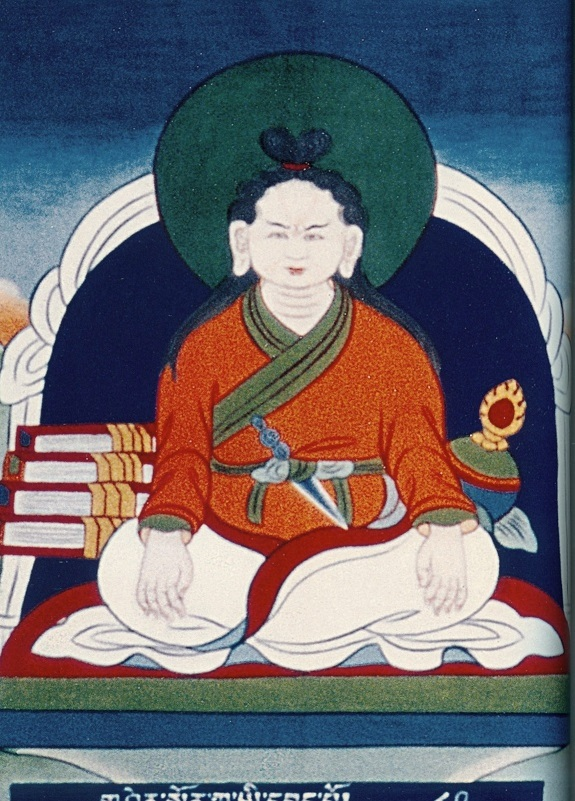
Шенчен Луга, реформатор Бон Юнгдрунг.

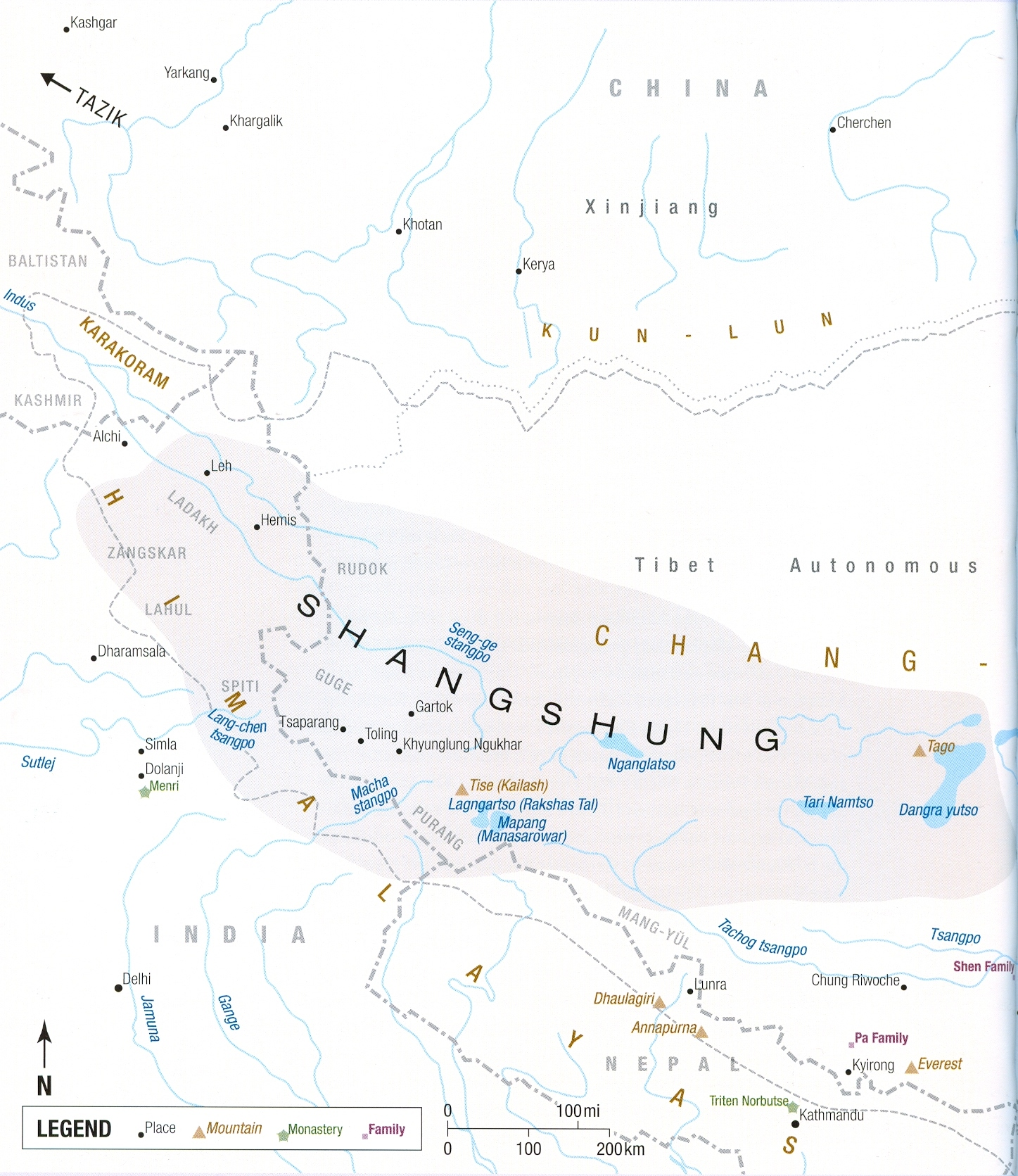
Карта распространения бон в западном и центральном Тибете.

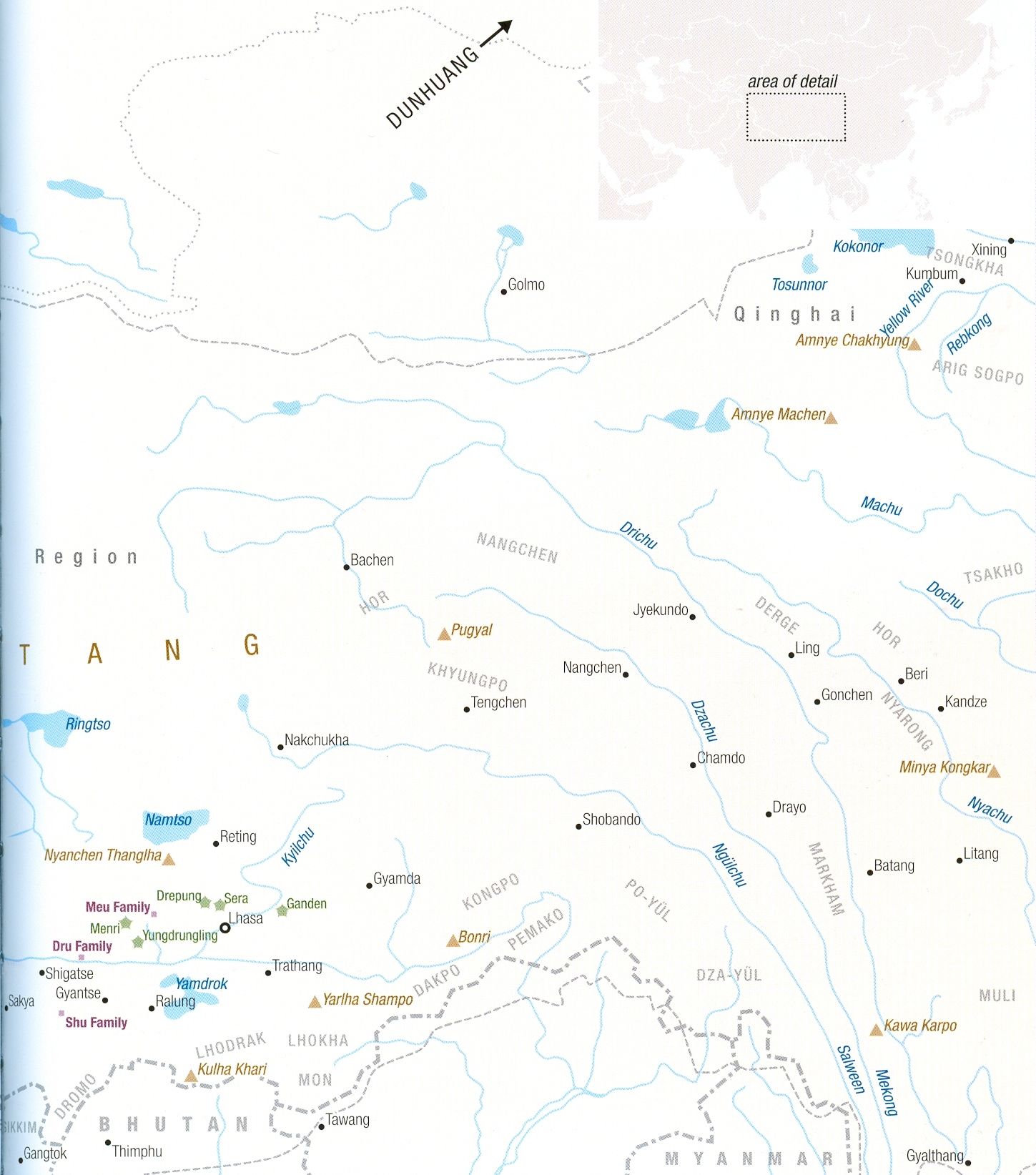
Карта распространения бон в центральном и восточном Тибете.

В начале XI века в Тибете начался период восстановления, однако в это время не появилось достаточно авторитетного лидера, способного объединить страну. Тибет тогда граничил с государствами, в которых был распространён буддизм, поэтому под их влиянием в Тибете формировались различные буддийские движения. Бон также претерпевал в этот период свою эволюцию. Бон первоначально отличался от всего индийского и оказал влияние на пришедший в Тибет индийский буддизм. Несмотря на то, что в научной среде существуют разночтения относительно связи бон XI века с более древними формами этой религии, никто из ведущих специалистов не высказывает сомнений в том, что бон XI века был совсем иным, чем в VII—VIII веках. Под влиянием индийской науки мудрецы бон облагородили свою доктрину, инкорпорировав в неё такие идеи, как карма и реинкарнация. Также были переняты некоторые буддийские институции (монастыри и монашество), но, тем не менее, бон по-прежнему сохранял связь со своими древними корнями, особенно в ритуалах и теориях космогонии. Новый реорганизованный бон получил название Трулнгаг денпай Юнгдрунг Бон (Вечный Бон, магическое слово истины).
У его истоков стоял реформатор Луга из клана Шен. Тибетские хронисты сообщают, что он родился в 996 году, был одним из трёх братьев, а его семья была родом из Центрального Тибета и перебралась в Цонгкха (Амдо) на северо-востоке. В 1014 году он получил бонскую мудрость от учителя Рашага, и занимался медитативными практиками в Драгкаре. В 1016 году Луга женился на Палдон, представительнице семейства Нага. От этого брака родились двое сыновей — Ринчен Гьялцен и Чангчуб Гьялцен. Согласно бонским источникам, в 1017 году Луга нашёл сокровище — две коробки с манускриптами, содержащими «древние истинные» бонские тексты. Эти тексты в бонской традиции известны под названием «терма» (тексты-сокровища). Адепты бон считают, что манускрипты могли быть спрятаны в периоды преследования бонской веры — в V веке в правление царя Дригум Ценпо, либо при Трисонг Дэцене (742—797). Тибетские источники сообщают, что тайну о находке Луга хранил 8 лет (по другой версии — 11 лет). Около 1028 года он раскрыл свой секрет, и вошёл в мифологию бон с титулом «тертон» (нашедший сокровище). Его также называют Шенчен (Великий Шен). В бонской традиции его обычно именуют Шенчен Луга.
Вскоре вокруг Шенчена стали собираться интеллектуалы, интересовавшиеся древними текстами. Трое из них стали учениками, сыгравшими важную роль в распространении его учения (четвёртый ученик, представитель семейства Меу, был присоединён к троице более поздней традицией). Одним из первых был Нагу, прибывший из восточного Тибета (район Меньяг). Другим был Шуе Легпо (1002—1081), представитель семейства Шу. Он обучался медитациям у мастера Шенчена, для чего использовал один из найденных манускриптов — «Габпа» (Тайный). Эта медитативная практика в бонской системе известна как «дзогчен».
Третьим прославленным учеником Шенчена был Дручен Намка Юнгдрунг, представитель семейства Дру. Шенчен Луга обучал его метафизике и космологии, основываясь на книге «Дзопуг» («Сокровеннейшее сокровище»; эта книга написана на двух языках — шангшунгском и тибетском). Дручен Намка приобщил к изучению «Дзопуга» своего сына, бонского монаха Кьюнги Гьялцена, который написал к книге обширный комментарий. Оба — отец и сын, в бонской традиции глубоко почитаются как предтечи, изучавшие «Дзопуг» возле ног великого учителя. Ещё один ученик, чьё знакомство с Шенченом имело долгие последствия, был Па Палчог (род. в 1014 г.) представитель семейства Па из Пацанга. Этот ученик стал инициатором новых бонских ритуалов и медитативных учений, которые передавались из поколения в поколение на протяжении долгого существования клана Па.
У Шенчена было множество учеников, однако большей частью они не оставили письменных трудов. Самыми значительными из них были представители кланов Шу, Дру и Па. Эти кланы не были аристократическими, они были обычными ординарными семействами, имеющими исключительно религиозное значение.
Шенчен Луга скончался в 1035 году в возрасте около 40 лет. После его смерти ученики вернулись в родные места, где продолжили проповедовать его веру. Старший сын Шенчена — Ринчен Гьялцен (1030—1110) продолжил семейную традицию служения бон, продлившуюся во многих поколениях этого клана, представители которого существуют до сих пор. Ещё одним следствием смерти Шенчена было то, что его семейство стало кочевать, переезжая из одного района Тибета в другой, в результате чего появилось множество ответвлений учения; в конце концов, в XIII веке оно осело в поселении Дардинг к западу от Шигаце. Их дом в Дардинге обычно именуют «Шенкьи подранг» (Дворец Шен), а самих представителей семейства, также как и Шенчена, почитают за святых. Эта семейная институция является в бонской религии уникальной.
Один представитель семейства — Шен Намка Гьялцен (род. ок. 1196г) отделился от клана, стал монахом и занялся строительством бонских монастырей и организацией монашества. Другой видный выходец из клана Шен Еше Лодро в 1233 году основал знаменитый храм Серго Трамо в центре Дардинга, который прославился как крупный художественный центр. Ещё один широко известный в Тибете член клана Шен — Мушен Ньима Гьялцен (род. в 1360г) основал семейный монастырь Ригьялгон на вершине горы близ Дардинга, в котором даже в середине XX века обучались монахи с разных концов Тибета.
Семейства Шу, Дру, Па и Меу, чьи представители в XI веке были учениками Шенчена, впоследствии стали проводниками учения Трулнгаг денпай Юнгдрунг Бон в своих родных краях.

#### Шу
Семейство Шу пустило свои корни в округе Кьикар Ришинг к югу от города Гьянце (пров. Цанг). Легенды об этом семействе присутствуют во многих бонских исторических трудах, однако они молчат о предшественниках Шуе Легпо, который был самым видным представителем этого клана, приложившим немало сил для распространения учения Шенчена. Его интересы более всего были сосредоточены на техниках медитации, изучении книги «Габпа», основного труда для медитативной практики «дзогчен», которая стала предметом интереса многих бонских учёных на протяжении столетий. После смерти учителя Шуе Легпо вернулся в Кьикар Ришинг, имел двух сыновей — Кьипо и Кьесе, которые вслед за отцом стали бонскими адептами и основали прославленный храм Зово Кьюнглаг, отличающийся оригинальной архитектурой. Особое внимание это семейство уделяло изучению и развитию традиционной медицины. Их семейный монастырь Ришинг Лхундруганг был важным центром бонской науки и образования. Их клану принадлежал также известный учёный-монах Кьябтон Ринчен Озер из Кхама — его комментарий к книге «Трово вангчен» является предметом изучения современных учёных-тибетологов.

#### Дру

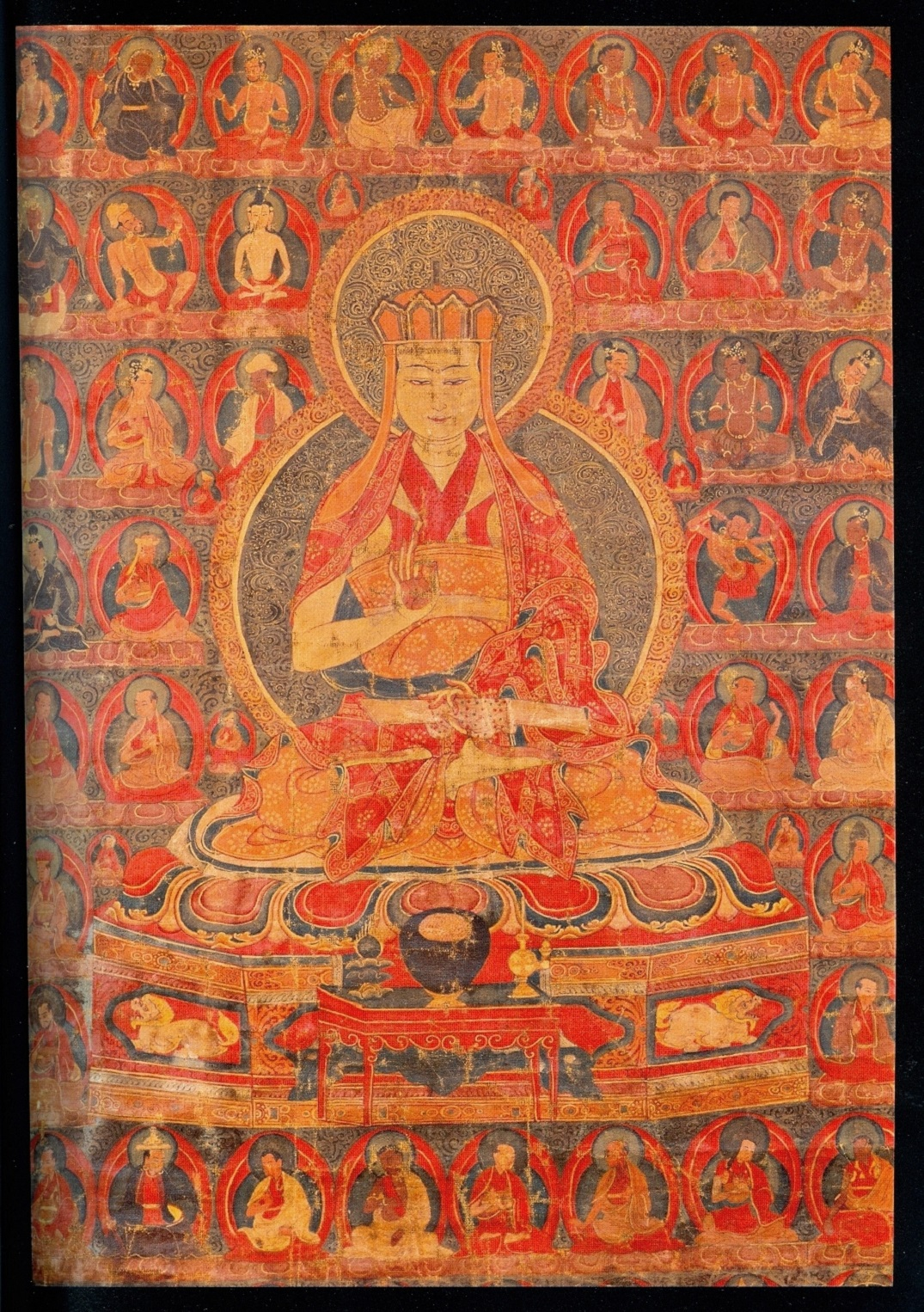
Тибетская танка с изображением родословной мастеров Устной традиции медитации из Шангшунга. Частное собрание.

Предки семейства Дру жили в Гилгите. Тибетские войска аннексировали Гилгит в 737 году и стали называть эту страну Друша. Позднее семейство Дру осело в округе Тобгьял, к северу от реки Цангпо и к востоку от Шигаце. Дом этого клана именуют Намтонг Подранг (Дворец Намтонг).
Основатель священного клана Дру — Дручен Намка Юнгдрунг во время погребальной церемонии своего учителя Шенчена Луга получил от его вдовы Палдон два хрустальных образа, оригинал текста «Дзопуг» и плоский колокольчик, принадлежавшие ранее Шенчену, так как последний особо обговорил это в своём завещании. После этого Дручен Намка и его сын вернулись в родные места и занялись углублённым изучением текста священной книги. Глубокая философская интерпретация религиозных текстов поддерживалась семейством Дру в течение нескольких поколений. Старший сын Дручена Намки — Друдже Юнгдрунг, в 1072 году неподалёку от владения семейства основал бонский монастырь Еру Венсака. С XII века он стал важнейшим центром обучения монахов Бонпо. Из стен монастыря вышло восемнадцать выпусков учёных монахов, которые в истории бон известны как «Еру тонпа чогье» (Восемнадцать мастеров из Еру), большинство которых были представителями клана Дру, руководившие монастырём в должности наставников. Один из них Дру Гьялва Юнгдрунг (1242—1290), был первым настоятелем монастыря, но позднее удалился в уединение, посвятив себя написанию религиозных трудов. Некоторые его работы дошли до нас, в частности, те, что посвящены медитативной практике так называемой Устной традиции, которая вела своё происхождение из Шангшунга.
В 1386 году монастырь был разрушен во время сильного наводнения. Однако его философские учения и духовные практики были воссозданы в монастыре Менри, который в 1405 году основал Ньямме Шераб Гьялцен (1356—1415). Этот учёный монах родился в Гьялронге (юго-восточный Тибет), был главой монашеской коллегии монастыря Еру Венсака, и построил новый монастырь недалеко от разрушенного — на горе Менри. До 1959 года большинство адептов бон в таких дисциплинах, как экзегетика и литургия, следовали правилам, разработанным мастерами Дру. После подавления Тибетского восстания в 1959 году многие тибетцы бежали в Индию, где традиция Дру была воссоздана в индийском монастыре Менри, а позднее в монастыре Тритен Норбуце в Непале. Формальное главенство семейства Дру над монашеством прекратилось в связи с разрушением их монастыря, однако члены этого клана поддерживали монастырь Менри, хотя и не имели в нём никаких прерогатив.
В 1662 году скончался Панчен Лобсанг Чогьен (1567—1662), глава буддийского монастыря Ташилунпо. Он был наставником и учителем главы всего Тибета — пятого Далай-Ламы Лобсанга Гьяцо (1617—1682). Далай-Лама в своих молитвах истово призывал своего учителя «вернуться» (то есть через процесс реинкарнации), написал по этому случаю специальную молитву и распорядился, чтобы в трёх больших монастырях школы Гелуг монахи произносили её на молитвенных собраниях. В 1667 году мальчик из семейства Дру был избран в качестве реинкарнации Панчена Лобсанга Чогьена. Таким образом, отношения между бонской общиной и буддизмом школы Гелуг, до того весьма напряжённые, получили импульс к разрядке. С одной стороны этот случай возвышал семейство Дру, поскольку его представитель оказался среди руководства главенствовавшей над Тибетом буддийской школы Гелуг, с другой стороны, это возвышение было отравлено оскорблённым сознанием того, что клан Дру сам являлся главой собственной бонской традиции. Однако, никакого выбора у Дру не было, и предложение Пятого Далай-Ламы было принято. Обычно в таких случаях в новую веру обращался не только избранный мальчик, но всё его семейство, а имущество семьи переходило во владение того монастыря, который возглавлял лама. Но на этот раз Далай-Лама передумал обращать семейство Дру в новую веру, разрешил его представителям жить в родных местах и продолжить собственную религиозную традицию. В итоге этих событий, представитель семейства Дру стал первым в серии реинкарнаций, осуществлённых пятым Далай-Ламой, приведших к созданию в тибетском буддизме института Панчен-лам. Мальчик из семейства Дру — Лобсанг Еше (1663—1737) рассматривается тибетской исторической наукой как второй в ряду Панчен-Лам (согласно другой традиции отсчёта, он является пятым Панчен-ламой). В сложившихся обстоятельствах он не поддерживал связи с религией своих предков.
В XIX веке ещё один представитель клана Дру Тенпай Вангчуг (1854—1882) был избран реинкарнацией пятого Панчен-Ламы. Но на сей раз, всё семейство было перевезено в Шигаце, и каждый член семьи был силой принужден следовать буддийской традиции школы Гелуг. Таким образом, клан Дру стал частью истеблишмента школы Гелуг, получив новое имя Трунгши. На этом долгая бонская традиция семейства Дру завершилась.

#### Па
Служение бонской вере в семействе Па началось с Па Палчуга, который был учеником Шенчена Луга. От него он получил полное знание ритуального цикла с участием божества Трово Вангчен и сам оригинал книги «Трово вангчен». Этот бонский ритуально-медитативный цикл, состоявший из нескольких божеств, был очень важным источником для развития бонской литургии и медитативной практики начиная с XI века. С полученными знаниями Па Палчуг вернулся в родные края к югу от реки Цангпо и невдалеке от поселения Дзонгкха. Па Палчуг не был монахом, он был мирянином и выдающимся тантристом. В отличие от семейств Шу, Дру и Меу, имевших монастыри, клан Па имел только прибежище, известное как Деченганг.
Потомок Па Палчуга в четвёртом поколении — Гьялва Шенраб увлёкся постижением доктрины ещё одного бонского учёного — «открывателя сокровища» Кьюнга Гоцала (род. 1175г). Его учение включало ритуальную медитацию, сфокусированную на жившем в VIII веке мудреце Дренпа Намка, который в своей мистической форме изображался в виде синего божества. Последней прославленной фигурой в клане Па был Патон Тенгьял Зангпо, учёный-монах и историк XV века, чьи исторические труды стали в последнее время пользоваться пристальным вниманием тибетологов в качестве серьёзных источников. Среди его работ есть книга жизнеописаний адептов бон — практиков медитации, основанной на «Устной традиции» Шангшунга.
В XVI веке клан Па разделился. Одна его ветвь мигрировала в район Хор, к северу от Лхасы. В дальнейшем в этом месте в 1847 году Юндрунг Намзанг основал монастырь Юндрунг Рабтенлинг. Потомки этого семейства существуют и в наши дни — часть живёт в Тибете, часть в эмиграции.

#### Меу

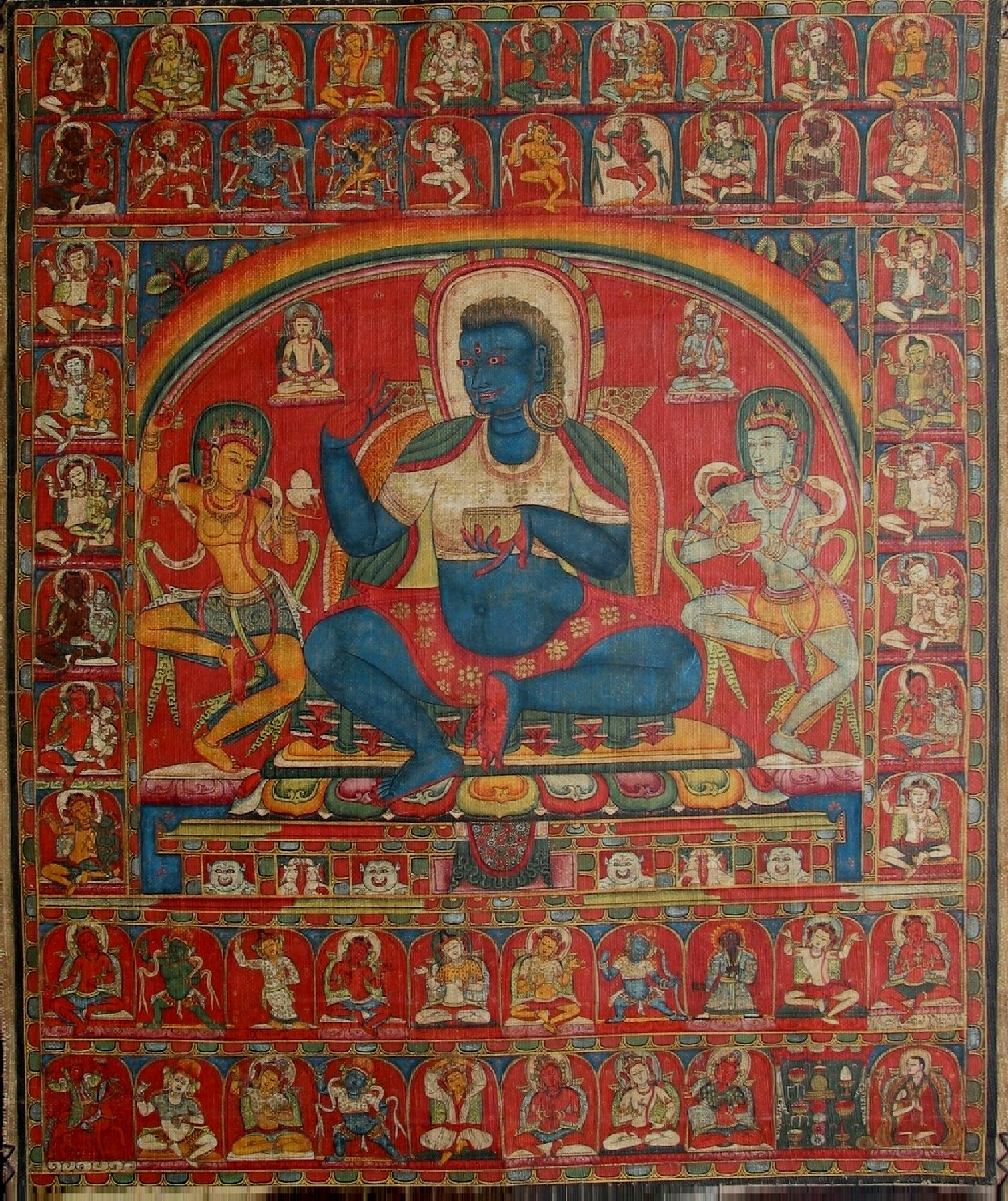
Мудрец Дренпа Намка, патриарх Бон Сарма в виде синего божества. Тибетская танка XIV века. Частное собрание.

Представители этого семейства никогда не встречались с Шенченом Луга, однако один из его членов Меу Гондзо (1030—1096) получил сокровенное знание от Шу Кьесе из клана Шу и Друдже Юнгдрунга из клана Дру, чьи отцы были учениками Шенчена. Меу Гондзо стал знаменитым отшельником, которого в тибетской традиции часто именуют Рито Ченпо (Великий отшельник). Он явился создателем популярной медитативной практики Атри.
Семейство Меу первоначально жило в округе Гуршог в Шанге, однако позднее перебралось в Ньемо к северу от реки Цангпо и в 150 километрах к западу от Лхасы. В этом новом месте один из членов семьи, философ и писатель Кепа Цултрим Палчен (род. 1052 г.) основал монастырь, названный Зангпори. Он написал несколько философских работ, которые и поныне используются в бонских монастырях в качестве руководств. Это семейство произвело на свет длинную цепь знаменитых бонских монахов. В 1960-е годы дом и монастырь Меу были разрушены в ходе китайской «культурной революции». Однако клан восстановил и дом, и монастырь в новом месте на вершине горы Зангпори неподалёку от селения Зангри. Ныне клан Меу добился не только продолжения своей деятельности, но и процветания.
Четыре семейства бон обычно обозначают как Друшу Памеу (то есть Дру, Шу, Па и Меу), и особо выделяют пятый клан — Шен. Представители этих семейств с XI по XV век составляли основное ядро бон и определяли развитие этого учения. После XV века они утратили свою силу, уступив дорогу чисто монашеской традиции, никоим образом не связанной с каким-либо священным кланом или семейством. Монастыри Менри и Ралаг Юнгдрунглинг (основан в 1834 г.) являются яркими примерами этой тенденции.

### Бон Сарма

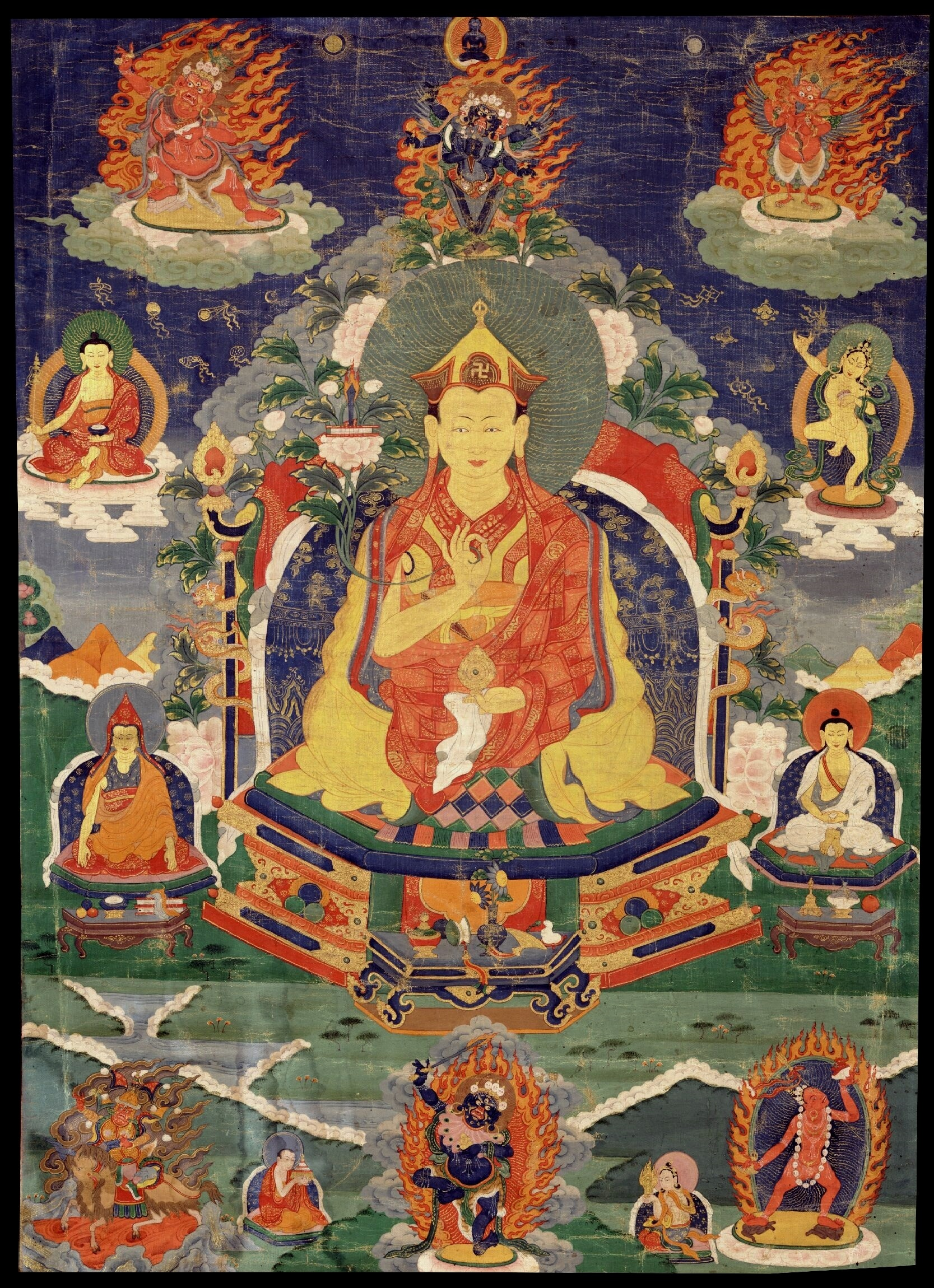
Сангье Лингпа (1705—1735), видный представитель Бон Сарма. Справа от него в белом одеянии ученик Сангаг Драгпа, слева в монашеской одежде и красной шапочке Кундрол Драгпа. Тибетская танка XIX века. Музей искусства Рубина, Нью-Йорк.

В практике Бон Юнгдрунг неоднократно делались попытки соединить это учение с элементами тибетского буддизма, особенно с близкой по духу школой Ньингма. Новый бон — Бон Сарма появился в результате того, что между XII и XIV веками якобы были обнаружены некие новые «древние священные тексты-сокровища» (терма). Согласно учению Бон Сарма, Падмасамбхава, основатель буддийской школы Ньингма, которого бонцы именуют Юнгдрунг Тонгдрол, на самом деле является братом-близнецом Цеванга Ригдзина, а оба брата, в свою очередь, являются сыновьями легендарного мудреца бон, жившего в VIII веке Дренпа Намки. Дренпа Намка стал считаться патриархом нового течения в бон. Священная троица Дренпа Намки и двух его сыновей в системе Бон Сарма получила название Чимей Ябсесум (Трое бессмертных), и стала эмблематическим символом новой разновидности бон.
Бон Сарма не играл значительной роли до XVIII века, когда семейство Мон-гьял в Кхаме и семейство Нангшиг в Амдо построили монастыри. Представители первого клана были особенно активны в XVIII веке в Гьялронге. Среди самых известных его членов — Кундрол Драгпа, писатель и учёный, который, кроме прочего, в 1750-х годах вырезал деревянные клише с текстами канонов бон при дворах царя Кунга Норбу в Тркоьябе и Намка Гьялпо, царя Чучена для распечатки текстов бон и популяризации учения. Его энтузиазм был направлен на возрождение интереса к исконной тибетской религии. Среди его сочинений есть книга, посвящённая ритуалу «шитро», которому он отдавал особое предпочтение. Кундрол Драгпа и Сангаг Драгпа считаются главными учениками Сангье Лингпа (1705—1735), крупнейшей фигуры в традиции Бон Сарма, поскольку он также является «тертоном» нашедшим некие древние тексты-сокровища (терма) сыгравшие важную роль в идеологии Бон Сарма.
Новый бон, кроме прочего, символизировал новое, несектантское (не кланово-семейное) развитие этой религии. Эта тенденция выразилась в новом бонском движении «Риме», которое стало играть заметную роль в XIX веке на востоке Тибета.

### Отношения бон и тибетского буддизма
Несмотря на сильный антагонизм, существовавший между двумя религиями в ранний период, более поздняя история их отношений содержит примеры взаимопроникновения и синтеза идей и даже общих легендарных героев. В частности, мудрец и маг древности Дренпа Намка (VIII век) по версии бонцев был адептом их веры и притворно перешёл в буддизм во время гонений на бон только для того, чтобы сохранить свою древнюю веру. Он стал символом неразделимости тибетского буддизма и бон, став предметом культа в обеих религиях, а писатели обеих традиций проявляли интерес к его биографии. Его считают патриархом Нового Бон (Бон Сарма). Согласно его биографии, Дренпа Намка жил с супругой по имени Кандро Оден Барма, которая родила братьев-близнецов Цевана Ригдзина и Юнгдрунга Тонгдрола. Цеван Ригдзин стал бонским мудрецом-писателем, а Юнгдрунга Тонгдрола и буддисты школы Ньингма и бонцы часто идентифицируют как Падмасамбхаву — основателя буддийской школы Ньингма.
В отличие от четырёх школ тибетского буддизма представители пяти бонских семейств и позднейших форм бон никогда не выказывали политических амбиций. Поскольку бон был сильно потеснён буддийскими сектами, он не вызывал серьёзного беспокойства среди руководства буддийской общины. Однако отношение со стороны буддистов к верящим в бон было несколько презрительным — буддисты именовали их «чиба» (аутсайдеры). Ситуация изменилась с приходом к власти пятого Далай-Ламы Лобсана Гьяцо (1617—1682). Кланы Шен, Шу и Дру были у него в почёте, Далай-Лама повысил их статус до уровня высокопоставленных буддийских сановников. В декрете, выпущенном в 1679 году, Пятый Далай-Лама признал Юнгдрунг Бон неотъемлемой частью тибетской эзотерической науки, а его последователей «божественными созданиями» периода своего правления. После смерти Пятого Далай-Ламы теократы секты Гэлуг всё более проникались религиозным фундаментализмом. Их отношение к бон и близкой ему школе Ньингма становилось всё более враждебным; это отношение не изменилось даже после поражения тибетцев в восстании против китайской оккупации в 1959 году.
В 1988 году, руководствуясь желанием объединить всех тибетцев-беженцев, а также для популяризации идеи толерантности четырнадцатый Далай-Лама нанёс визит в индийский монастырь Менри и посетил бонскую общину в Доланджи (Химачал Прадеш, Индия). По этому случаю он обрядился в бонский головной убор и держал скипетр Шенраба Миво. В 2007 году он вновь посетил монастырь Менри, на сей раз в связи с открытием новой библиотеки.
Бонская община представляет собой в Тибете религиозное меньшинство. В Центральном Тибете наибольшая концентрация бонцев наблюдается в Дромо (долина Чумби), то есть на юге региона. В Цанге есть целые селения последователей бон — Дардинг и Зангри в Ньемо; в районе Конгпо, к востоку от Лхасы, и в районе Нагчу на севере. В провинции Кхам районы Дерге, Кандзе и Ньягронг по-прежнему заселены тибетцами — последователями этой религии. Форпосты бон сохранились также в Амдо. По подсчётам учёных до сих пор существуют 218 бонских монастырей (данные с учётом районов Китая, где проживают тибетцы).

## Космология, мифология и пантеон
Одним из божеств религии бон был орёл Гаруда или Кхьюнг Мар.
Не менее важным богом был сопоставляемый с иранским Ахура-Маздой Бумкхри или Сангпо Бумтри (Sangpo Bumtri, sangs po bum 'khri').
Самым важным женским божеством является Сатриг Ерсанг(Сатриг Эрсанг или просто Сатриг). В латинском написании: Satrig Ersang (по-тибетски: sa trig er sangs). Она же известна как "Любящая Мать" Шераб Джамма (Sherab Chamma, shes rab byams ma).
Помимо них существует большое количество духов "лха" (как в слове лама) и демонических змееподобных сущностей нагов.
Один из сохранившихся до наших дней ритуальных элементов Бон – это намка (намкха), особая конструкция из деревянных палочек, обмотанных цветными нитками. Знания о практическом использовании намка были почти полностью утрачены, но знаменитый учитель Дзогчен, Чогьял Намкхай Норбу Ринпоче, в 1983 году написал текст под названием «Изготовление намка, который упорядочивает энергию элементов» и начал передавать эти знания своим ученикам.

### Исследования
на русском языке
- Свет Кайлаша. Том I.Чогьял Намкай Норбу ISBN 978-5-905281-03-7
- Бон : [арх. 11 декабря 2022] / Андросов В. П. // Большой Кавказ — Великий канал. — М. : Большая российская энциклопедия, 2006. — С. 18. — (Большая российская энциклопедия : [в 35 т.] / гл. ред. Ю. С. Осипов ; 2004—2017, т. 4). — ISBN 5-85270-333-8.
- Бураев Д. И. Религия бон и проблемы сакрализации власти в Тибетском государстве VII—IX вв. Дис. … д-ра ист. наук. — Улан-Удэ: БГУ, 2001
- Дугаров Р. Н. Бон и буддизм в традициях древних верований Амдо-Кама (Великого Тибета VII—XVII вв.). Улан-Удэ, 1999
- Жуковская Н. Л. Ламаизм и ранние формы религии, М. Наука. 1977;
- Кузнецов Б. И. — Древний Иран и Тибет. (История религии бон). Спб., 1998
- Кычанов Е. И., Мельниченко Б. Н. История Тибета с древнейших времён до наших дней. — М.: Вост. лит., 2005.
- Туччи Дж. Религия бон // Религии Тибета. — СПб.: Евразия, 2005. С. 266—309
- Цендина А. Д. И страна зовется Тибетом, М. Восточная литература РАН, 2002;

на других языках
- Allen, Charles. (1999). The Search for Shangri-La: A Journey into Tibetan History. Little, Brown and Company. Reprint: Abacus, London. 2000. ISBN 0-349-11142-1.
- Baumer, Christopher, Bon: Tibet’s Ancient Religion, Ilford, Wisdom, 2002. ISBN 978-974-524-011-7.
- Christoph Baumer: Bön — Die lebendige Ur-Religion Tibets. Akademische Druck- und Verlagsanstalt, Graz 1999, ISBN 3-201-01723-X.
- Bellezza, John Vincent. «gShen-rab Myi-bo, His life and times according to Tibet’s earliest literary sources.» Revue d’Etudes Tibétaines Number 19 October 2010, pp. 31–118.
- Keith Dowman: Geheimes, heiliges Tibet. Ein Führer zu den Mysterien des verbotenen Landes. Kreuzlingen, München 2000
- Andreas Gruschke: The Cultural Monuments of Tibet’s Outer Provinces. Kham — Volume 1. The TAR Part of Kham (Tibet Autonomous Region). White Lotus Press, Bangkok 2004, ISBN 3-89155-313-7, S. 80-84.
- Jinpa, Gelek, Ramble, Charles, & Dunham, V. Carroll, Sacred Landscape and Pilgrimage in Tibet: in Search of the Lost Kingdom of Bön, New York & London: Abbeville, 2005. ISBN 0-7892-0856-3
- Karmey, Samten G. (1975). A General Introduction to the History and Doctrines of Bon. Memoirs of the Research Department of the Toyo Bunko, No. 33, pp. 171–218. Tokyo.
- Samten G. Karmay «A Historical Overview of the Bon Religion» in Samten G. Karmay and Jeff Watt, Bon The Magic Word. The Indigenous Religion of Tibet, Rubin Museum of Art, New York, Philip Wilson Publishers, London, 2007.
- Martin, Dean. (1999). «'Ol-mo-lung-ring, the Original Holy Place.» In: Sacred Spaces and Powerful Places In Tibetan Culture: A Collection of Essays. (1999) Edited by Toni Huber, pp. 125–153. The Library of Tibetan Works and Archives, Dharamsala, H.P., India. ISBN 81-86470-22-0.
- Norbu, Namkhai. 1995. Drung, Deu and Bön: Narrations, Symbolic languages and the Bön tradition in ancient Tibet. Translated from Tibetan into Italian edited and annotated by Adriano Clemente. Translated from Italian into English by Andrew Lukianowicz. Library of Tibetan Works and Archives, Dharamsala, H.P., India. ISBN 81-85102-93-7.
- Namkhai Norbu: Dzogchen-Der Weg des Lichts. Diederichs, München 1989, ISBN 3-424-01462-1.
- Pegg, Carole (2006). Inner Asia Religious Contexts: Folk-religious Practices, Shamanism, Tantric Buddhist Practices. Oxford University Press. Grove Music Online. Source: http://www.grovemusic.com/shared/views/article.html?section=music.05283#music.05283 (недоступная+ссылка) (проверено: Wednesday, January 17, 2007)
- Samuel, Geoffrey (1993). Civilised Shamans. Smithsonian Institution Press.
- Герберт Гюнтер[англ.] (1996). The Teachings of Padmasambhava. Leiden, Netherlands: E. J. Brill. Hardcover.
- Gerhardt W. Schuster: Das alte Tibet. Geheimnisse und Mysterien. St.Pölten (u.a.); NP-Buchverlag 2000 ISBN 3-85326-137-X
- Per Kvaerne in: Mircea Eliade (Hrg.): The Encyclopedia of Religion. New York 1987, ISBN 0-02-909710-X
- Samten G. Karmay «A Historical Overvview of the Bon Religion» in Samten G. Karmay and Jeff Watt «Bon.The Magic Word. The Indigenous Religion of Tibet» Rubin Museum of Art, New York, Philip Wilson Publishers, London, 2007, pp. 55 – 81
- Per Kvaerne «Tonpa Shenrab Miwo, Founder of the Bon Religion» in Samten G. Karmay and Jeff Watt «Bon.The Magic Word. The Indigenous Religion of Tibet» Rubin Museum of Art, New York, Philip Wilson Publishers, London, 2007, pp. 83–97

### Переводы
- Шардза Таши Гьялцен. Капли сердца Дхармакайи. Практика Дзогчен традиции Бон. М.: Либрис, 1996
- Тензин Вангьял Ринпоче. Исцеление формой, энергией и светом. Спб., 2003
- Тендзин Вангьял Ринпоче. Тибетская йога сна и сновидений. Пер. с англ.: Т. Науменко, Ф. Маликова СПб: Карма Йеше Палдрон '1999 СПб: Уддияна '2002
- Bru-sgom rGyal-ba g.yung-drung: The Stages of A-Khrid Meditation — Dzogchen Practice of the Bon-Tradition. Library of Tibetan Works and Archives, Dharamsala 1996, ISBN 81-86470-03-4.
- John Myrdhin Reynolds (Vajranatha): The Oral Tradition From Zhang-Zhung. Vajra Publications, Kathmandu 2005, ISBN 99946-644-4-1
- Michael A. Nicolazzi: Geheimnis Tibet. Die Ur-Religion des Bön. Patmos, 2003, ISBN 978-3-491-69400-2.
- Rossi, D. (1999). The philosophical view of the great perfection in the Tibetan Bon religion. Ithaca, New York: Snow Lion.
- Tenzin Wangyal: Der kurze Weg zur Erleuchtung — Dzogchen-Meditationen nach den Bön-Lehren Tibets. Fischer Taschenbuch, Frankfurt am Main 1997, ISBN 3-596-13233-9.
- Tenzin Wangyal Rinpoche: Übung der Nacht — Meditationen in Schlaf und Traum. Diederichs. Hugendubel, Kreuzlingen 2001, ISBN 3-7205-2189-3.
- Tenzin Wangyal Rinpoche: Die heilende Kraft des Buddhismus.Diederichs. Hugendubel, Kreuzlingen 2004, ISBN 3-7205-2487-6.
- Лопон Тензин Намдак[англ.], Karin Gungal: Der heilende Garuda — Ein Stück Bön-Tradition Garuda Verlag, Dietikon 1998, ISBN 3-906139-09-3.
- Lopön Tenzin Namdak, John Myrdhin Reynolds: Bonpo Dzogchen Teachings. Vajra Publications, Kathmandu 2006, ISBN 99946-720-5-3

### Каталоги канона
- Per Kvaerne: The canon of the Tibetan Bonpos. in: Indo-Iranian Journal Vol 16 (1974), S. 18-56, 96-144.
- Chandra Lokesh et. al.: Catalogue of the Bon-Po Kanjur and Tanjur. in: Indo-Asian Studies 2; New Dehli 1965.